# Ludmila Vernerová
Ludmila Vernerová-Nováková (* Praha, 6. prosince 1962) je česká sopranistka, neteř hobojisty Pavla Vernera.

## Umělecký profil
Po absolutoriu na pražské HAMU debutovala v Komorní opeře Praha, poté byla přijata do Operního studia ND v Praze. Od roku 1999 je v angažmá Státní opery Praha. Významnou složku jejího repertoáru je stylová interpretace duchovní hudby. Natočila již více než 40 CD s oratorními díly z 17.–18. století. Je členkou komorních souborů Trio cantabile a Collegium flauto dolce.

## Spolupráce s orchestry
Symfonický orchestr hl. m. Prahy FOK, Filharmonie Brno, Pražská komorní filharmonie, Barocco sempre giovane, Camerata Nova a další.